# Maria Rosa Cutrufelli
Maria Rosa Cutrufelli – włoska pisarka, redaktorka czasopism literackich i antologii opowiadań, autorka teatru telewizji. 
Wykłada teorię i praktykę kreatywnego pisania na Uniwersytecie Rzymskim „La Sapienza”. Znana z esejów analizujących społeczną i ekonomiczną sytuację kobiet (m.in. Disoccupata con onore, Il cliente – Inchiesta sulla domanda di prostituzione, Il denaro in corpo). Powieść historyczna La Dona che visse per un sogno o Olympe de Gouges, autorce Deklaracji Praw Kobiety i Obywatelki z okresu Rewolucji Francuskiej, zebrała 4 nagrody literackie (Penne, Sciascia-Racalmare, Volponi, Donna-Città di Alghero). Jako naoczny świadek wojny w Angoli spisała kobiece losy i własne społeczne refleksje w dzienniku z podróży Mamma Africa.

## Powieści
- La Briganta, Palermo 1990
- Canto al deserto. Storia di Tina, soldato di mafia, Mediolan 1997
- Il paese dei figli perduti, Mediolan 1999
- Terrona, Troina 2004
- La donna che visse per un sogno, Mediolan 2004
- D’amore e d’odio, Mediolan 2008
- Complice il dubbio, Mediolan 2006

## Literatura faktu
- Mama Africa. Storia di donne e di utopie, Mediolan 1989
- Giorni d’acqua corrente, Mediolan 2002